# Amt Tutow

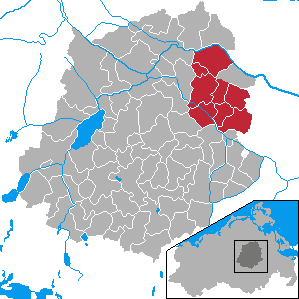
Amt Tutow im Landkreis Demmin

Im Amt Tutow im ehemaligen Landkreis Demmin in Mecklenburg-Vorpommern mit Sitz in der Gemeinde Tutow waren seit 1992 die neun Gemeinden Alt Tellin, Bentzin, Daberkow, Kartlow, Kruckow, Plötz, Schmarsow, Tutow und Völschow zur Erledigung ihrer Verwaltungsgeschäfte zusammengeschlossen. Am 31. Mai 1999 wurde Kartlow nach Kruckow eingemeindet. Am 1. Januar 2004 fusionierten die Gemeinden des Amtes Tutow mit der vormals amtsfreien Stadt Jarmen zum neuen Amt Jarmen-Tutow.